# Gerichtete Menge
Gerichtete Mengen bezeichnen in der Mathematik eine Verallgemeinerung der nichtleeren,  linear geordneten Mengen. Sie werden in der Topologie verwendet, um Netze, und in der
Kategorientheorie, um Limites und Kolimites zu definieren.

## Definition
Eine nichtleere Menge {\displaystyle X} heißt gerichtet, falls auf ihr eine Relation {\displaystyle \triangleleft } (genannt Richtung) erklärt ist, die die folgenden Forderungen erfüllt:
|  | (R1) | {\displaystyle \forall x\in X\colon x\triangleleft x}                                                             | (Reflexivität)                   |
|  | (R2) | {\displaystyle \forall x,y,z\in X\colon (x\triangleleft y)\land (y\triangleleft z)\Rightarrow (x\triangleleft z)} | (Transitivität)                  |
|  | (R3) | {\displaystyle \forall x,y\in X\ \exists z\in X\colon (x\triangleleft z)\land (y\triangleleft z)}                 | (Existenz einer oberen Schranke) |

Eine so definierte gerichtete Menge wird auch „nach oben gerichtet“ genannt. Analog dazu kann auch eine „nach unten gerichtete“ Menge definiert werden, wenn man in der dritten Forderung die obere durch eine untere Schranke ersetzt:
|  | (R3’) | {\displaystyle \forall x,y\in X\ \exists z\in X\colon (z\triangleleft x)\land (z\triangleleft y)} | (Existenz einer unteren Schranke) |

Einige Autoren (so auch dieser Artikel) verwenden die Bezeichnung „gerichtete Menge“ stellvertretend für „nach oben gerichtete Menge“. Andere sprechen von einer gerichteten Menge nur dann, wenn sie (bezüglich derselben Relation) sowohl nach oben als auch nach unten gerichtet ist.
Die Richtung steht für eine Quasiordnung, bei der jede endliche Teilmenge eine obere Schranke hat. Somit ist jede halbgeordnete Menge mit Supremum nach oben gerichtet.
{\displaystyle x\triangleleft y} wird als „{\displaystyle x} vor {\displaystyle y}“ oder auch als „{\displaystyle y} nach {\displaystyle x}“ gelesen, für welch letzteres auch die Schreibweise {\displaystyle y\triangleright x} mit dem gespiegelten Dreieck zu finden ist.
Es kann sinnvoll sein, auf einer Menge verschiedene Richtungen zu definieren (siehe Beispiele). Um die gemeinte Richtung hervorzuheben, nennt man auch das geordnete Paar {\displaystyle \left(X,\triangleleft \right)} gerichtete Menge und spricht von der bezüglich der Relation {\displaystyle \triangleleft } gerichteten Menge {\displaystyle X}.
So ist eine bezüglich der Relation {\displaystyle \triangleleft } nach oben gerichtete Menge {\displaystyle X} immer bezüglich der gespiegelten Relation {\displaystyle x\triangleright y:\Longleftrightarrow y\triangleleft x} nach unten gerichtet, denn es gilt {\displaystyle \forall x,y\in X\ \exists z\in X\colon (z\triangleright x)\land (z\triangleright y)}.

## Beispiele
- Beispiel für eine Menge, die nur nach unten und nicht auch nach oben gerichtet ist:

{\displaystyle X:=\{(0,0),(0,1),(1,0)\}} und {\displaystyle (x_{1},y_{1})\triangleleft (x_{2},y_{2}):\Leftrightarrow (x_{1}\leq x_{2})\land (y_{1}\leq y_{2})}.
Es ist {\displaystyle (0,0)\triangleleft (0,1)} und {\displaystyle (0,0)\triangleleft (1,0)} und {\displaystyle (0,0)} eine untere Schranke.
Zum Paar {\displaystyle (0,1),(1,0)} gibt es aber keine obere Schranke.
- {\displaystyle X\subseteq \mathbb {R} ^{n};\,\rho \in \mathbb {R} ^{n}\ \mathrm {fest} ;\,\forall x,y\in X:(x\triangleleft y):\Leftrightarrow \left\|x-\rho \right\|\geq \left\|y-\rho \right\|\quad }

(Sprechweisen: „{\displaystyle X} ist auf {\displaystyle \rho } gerichtet“ oder „{\displaystyle {\mathit {\rho }}} ist Richtungszentrum von {\displaystyle X}“.) Man kann durch diese Richtung den Grenzwert einer Funktion {\displaystyle f\colon X\to \mathbb {R} ^{n}} für {\displaystyle x\to \rho } als (Netz-)Konvergenz des zugehörigen Netzes auffassen.
- {\displaystyle X=\mathbb {N} ;\,\forall n,m\in X:(n\triangleleft m):\Leftrightarrow n\mid m}

In der Bedeutung „{\displaystyle n} teilt {\displaystyle m}“. Die Forderung (R3) wird erfüllt durch das kleinste gemeinsame Vielfache (kgV). Die gerichtete Menge {\displaystyle (\mathbb {N} ,\mid )} kommt zum Einsatz bei kategoriellen Limites, bspw. den proendlichen Zahlen.
- {\displaystyle X=\mathbb {N} ;\,\forall n,m\in X:(n\triangleleft m):\Leftrightarrow n\leq m}

- {\displaystyle X=\mathbb {R} ;\,\forall x,y\in X:(x\triangleleft y):\Leftrightarrow x\leq y}

Mit Hilfe dieser gerichteten Menge lassen sich Grenzwerte von Funktionen respektive Folgen für {\displaystyle x\to \infty } bzw. {\displaystyle n\to \infty } ähnlich dem ersten Beispiel als (Netz-)Konvergenzen ihrer zugehörigen Netze auffassen.
- {\displaystyle X=\mathbb {N} ^{2};\,\forall (n,m),(p,q)\in X:((n,m)\triangleleft (p,q)):\Leftrightarrow (n\leq p)\land (m\leq q)}

Mit dieser Richtung auf {\displaystyle \mathbb {N} ^{2}} lässt sich Konvergenz von Doppelfolgen wiederum als Netzkonvergenz definieren.
- {\displaystyle M} eine beliebige Menge und {\displaystyle X={\mathcal {P}}(M)} (die Potenzmenge){\displaystyle ;\,\forall A,B\in X:(A\triangleleft B):\Leftrightarrow A\subseteq B}

Die Forderung (R3) wird erfüllt durch die Vereinigungsmenge.